# Prionops rufiventris
L'averla piumata ventrerossiccio (Prionops rufiventris (Bonaparte, 1853)) è un uccello passeriforme della famiglia Vangidae.

## Etimologia
Il nome scientifico della specie, rufiventris, deriva dal latino e significa "dal ventre rosso", in riferimento alla livrea di questi uccelli: il loro nome comune altro non è che la traduzione di quello scientifico.

## Descrizione

### Dimensioni
Misura 20–22 cm di lunghezza, per 37-63 g di peso.

### Aspetto
Si tratta di uccelli dall'aspetto robusto, muniti di grossa testa squadrata e allungata, becco conico forte e appuntito, dall'estremità ricurva verso il basso, ali arrotondate, coda mediamente lunga e dall'estremità squadrata e zampe forti e grosse, anche se non molto lunghe: nel complesso, questi animali ricordano molto l'affine averla piumata ventrecastano, rispetto alla quale mostrano maggiore estensione del grigio cefalico, ventre di colore più brillante e becco lievemente più piccolo in proporzione al corpo.
Il piumaggio è nero-bluastro lucido su collo, dorso, ali e coda, mentre la testa è di colore grigio cenere (più chiaro e tendente al biancastro attorno alle narici ed all'attaccatura del becco, mentre il mento presenta bavetta grigio-bluastra), il petto è bianco e ventre e fianchi (come intuibile dal nome comune e dal nome scientifico) sono di colore rosso mattone. Sulle remiganti primarie è presente una sottile banda bianca, ben visibile quando l'animale spiega le ali.
Il becco e le zampe sono di color carnicino-rosato e gli occhi, piuttosto grandi, sono di colore giallo (bruno-grigiastro nella sottospecie mentalis), con cerchio perioculare glabro e di color carnicino-rosato.

## Biologia
Si tratta di uccelli dalle abitudini diurne e sociali, che vivono in gruppi familiari di 4-8 individui, che si tengono in contatto vocale quasi costante fra loro mediante una varietà di richiami fischianti ed aspri (spesso emessi in coro o in duetti) e schiocchi del becco.

### Alimentazione
Si tratta di uccelli insettivori, che si nutrono perlopiù di grossi insetti (coleotteri, cavallette, cicale), bruchi ed altri invertebrati.

### Riproduzione
Le abitudini riproduttive di questi uccelli sono ancora poco conosciute: l'osservazione di nidi (strutture a coppa di rametti e fibre vegetali intrecciati nel folto della vegetazione) e giovani nei periodi maggio-luglio e novembre-dicembre farebbe pensare a due covate l'anno. Quasi sicuramente si tratta di uccelli monogami nei quali l'intero gruppo coopera nelle operazioni di cova ed allevamento della prole, ed anche le modalità e la tempistica dell'evento riproduttivo non devono verosimilmente discostarsi in maniera significativa da quanto osservabile nelle altre averle piumate.

## Distribuzione e habitat
Questa specie è diffusa in Africa equatoriale, dal Camerun meridionale all'area di Cabinda attraverso Guinea Equatoriale e Gabon, mentre ad est attraverso Congo-Brazzaville (dalla parte centrale del quale sembra però essere assente), Repubblica Centrafricana meridionale e sud-occidentale e Congo-Kinshasa centro-settentrionale la specie è osservabile fino alle rive nord-occidentali del Lago Vittoria, in Uganda occidentale e Ruanda.
L'habitat di questi uccelli è rappresentato dalla foresta pluviale primaria e secondaria, nonché dalla foresta a galleria, fino a 1450 m di quota.

## Tassonomia
Se ne riconoscono due sottospecie:
- Prionops rufiventris rufiventris (Bonaparte, 1853) - la sottospecie nominale, diffusa nella porzione occidentale dell'areale occupato dalla specie;
- Prionops rufiventris mentalis (Sharpe, 1884) - diffusa nella porzione orientale dell'areale occupato dalla specie (Kivu e Uganda);

Talvolta la specie viene accorpata all'affine averla piumata ventrecastano, che vive in parapatria in Guinea.